# 阇耶因陀罗跋摩一世
阇耶因陀罗跋摩一世（Jaya Indravarman I、？—？）占城国10世紀的国王。中国史料称他作释利因陀盤。
因陀罗跋摩三世在910年代继承其父訶羅跋摩即位，965年重建真腊人抢走的婆迦婆胝女神神像，不过不建金像而建石像。961年（宋太祖建隆二年），釋利因陀盤遣使莆訶散遣使向中国北宋朝贡。表章写在貝多葉上，用香木函盛放。貢犀角、象牙、龍腦、香藥、孔雀四、大食瓶二十。回国时，錫賚有差，赵匡胤以器幣優賜其王釋利因陀盤。963年（宋太祖建隆三年），又貢象牙二十二株、乳香千斤。966年（宋太祖乾德四年），釋利因陀盤遣使因陀玢李帝婆羅貢馴象、牯犀、象牙、白㲲、哥縵、越諾，王妻波良僕瑁、男占謀律秀瓊等各貢香藥。967年（宋太祖乾德五年），又遣使李𠰢、李被瑳相繼來宋朝貢獻。970年（宋太祖開寶三年），遣使貢方物雌象一只。971年（宋太祖開寶四年），釋利因陀盤、副國王李耨、王妻郭氏、子蒲路雞波羅等都遣使來貢。